# Fribourg
Fribourg (njem. Freiburg) je švicarski grad i općina. Sjedište je kantona Fribourg i kantonalnog distrikta Sarine.
Nalazi se na rijeci Sarine, na granici dvaju govornih područja Švicarske, francuskog i njemačkog.

## Ime
U pisanom spomenu iz 1162. godine grad je nazvan Friborc, a kasnije i Friborch, Friburch ili Friburg, što znači slobodni grad.
Budući da na njemačkom jeziku dijeli isto ime kao i njemački grad Freiburg, nazivao se i Freiburg im Üechtland. Üechtland je zastarjeli naziv za zemljopisno područje na kojem se nalaze gradovi Bern i Fribourg.

## Zemljopis
Fribourg se nalazi na zapadu brežuljkastog područja Švicarske visoravni u blizini sjevernih padina švicarskih Predalpi. Smješten je na području koje povezuje zapadnu i središnju Švicarsku, 28 km jugozapadno od Berna, a 51 km sjeveristočno od Lausanne.
Grad se razvio uz rijeku Sarine koja je u pješčenjačkim stijenama izdubila svoj tok i stvorila kanjon s brojnim liticama. Stoga se grad nalazi na više razina u odnosu na rijeku. Četvrti donjeg grada nalaze se na 541 metara nadmorske visine. Središte starog grada na vrhu je jedne od litica na oko 580 m. Ostatak grada nalazi se na ravnicama i brežuljcima iznad litica kanjona rijeke Sarine. Najviši vrh grada je na 691 metara nadmorske visine.

### Klima
Po Köppenovov klasifikaciji klima u Fribourgu prevladava umjereno kontinentalna klima (Dfb) sa značajnim utjecajem oceanske klime (Cfb). Prosječna temperatura najhladnijeg mjeseca siječnja je 0,4 °C, a najtoplijeg mjeseca srpnja je 18,5 °C. Najviša zabilježena temperatura je 36,6 °C, zabilježena u srpnju 2015. godine.

## Povijest
Na prostoru današnje četvrti Auge nalazio se gaz koji je omogućavao prijelaz preko rijeke Sarine, a koristio se od srednjeg kamenog doba. No, sve do srednjeg vijeka ondje se nije razvilo naselje. 
U 12. stoljeću Berthold IV. von Zähringen, nakon što je izgubio položaj grofa palatina u Burgundskom Vojvodstvu odlučio se na osnivanje grada na mjestu prijelaza preko rijeke Sarine kako bio utvrdio svoju vlast na tom području Svetog Rimskog Carstva. Odabrano mjesto bilo je lako utvrditi, prometni položaj bio je povoljan, a blizina cistercitske opatije Hauterive osiguravala je razvoj obrtničkih i trgovačkih djelatnosti.
Utvrđeni grad (Bourg) sagrađen je na vrhu litice iznad rijeke s dvije glavne paralelne ulice povezane manjim ulicama. U 13. stoljeću širi se na četvrti Auge i Neuveville uz rijeku, te uz put prema Lausanni. Zadnje veliko proširenje dogodit će se 1380. godine na četvrt Alt i uz put prema Murtenu. Zidine koje će tada opasati grad definirat će grad sve do sredine 19. stoljeća.
Nakon ugasnuća dinastije Zähringen, 1212. godine vlast nad gradom preuzela je obitelj Kibourg, a 1277. godine kupili su ga Habsburzi. 1452. vlast nad gradom je preuzela savojska dinastija. Tijekom ovog razdoblja Fribourg će postupno širiti svoje posjede na okolna seoska područja. Temeljna gospodarska djelatnost u srednjem vijeku bit će obrtništvo, prvenstveno kožarstvo i suknarstvo. Krajem srednjeg vijeka grad će brojiti oko 6000 stanovnika.
Od samog osnutka građanstvo će posjedovati određeni stupanj prava i samostalnosti u odnosu na vladara. Postupno jačanje građanstva dovest će do oblikovanja grada–države koju će predvoditi prvenstveno tri vijeća (Vijeće Dvadesetčetvorice kojim je predsjedao načelnik, Vijeće Šezdesetorice i Vijeće Stotine). Na čelu četiri izvorne gradske četvrti (Bourg, Auge, Neuveville, Hôpital) nalazili su se stjegonoše. Plemstvo je zadržalo pravo da budu u vijećima, ali od 1404. godine nisu mogli biti imenovani stjegonošama.
Grad sudjeluje na strani Švicarske Konfederacije tijekom Burgundskih ratova (1474. – 1477.) nakon kojih će postati suverenim gradom oslobađanjem od vlasti Savoje, a 1478. godine dodijeljen mu je status slobodnog carskog grada. Grad sa svojim posjedima pridružit će se kao  deseti kanton Švicarskoj Konfederaciji 1481. godine.
Početkom 16. stoljeća na mjestu utvrde zährinških vojvoda gradi se gradska vijećnica što će i simbolično označiti potpuno preuzimanje vlasti od strane građanstva. Takav svojevrsni republički sustav trajat će do 1627. godine kada će si bogate trgovačke ili obrtničke obitelji pridržati pravo izbora i uspostaviti patricijsku oligarhiju. Te promjene dovest će i do zamiranja obrtništva budući da će patriciji postati svojevrsna aristokracija s veliki posjedima koji će im postati izvorom prihoda. Patriciji će također sklapati saveze sa stranim silama, prvenstveno s francuskim kraljevima. Ti savezi uzrokovat će i razvoj plaćeništva. Patricijski sustav će se urušiti uslijed Francuske revolucije, a 1847. godine definitivno je uspostavljen demokratski politički sustav.

## Gradske četvrti
- Auge
- Beauregard
- Bourg
- Bourguillon
- Jura
- Neuveville
- Pérolles
- Places
- Schoenberg

## Šport
- HC Fribourg-Gottéron, hokejski klub
- Benetton Fribourg Olympic, košarkaški klub
- FC Fribourg, nogometni klub

## Vanjske poveznice

### Sestrinski projekti
|  | Zajednički poslužitelj ima stranicu o temi Fribourg               |
|  | Zajednički poslužitelj ima još gradiva o temi Fribourg, Švicarska |